# Джентрівілл (Індіана)
Джентрівілл (англ. Gentryville) — місто (англ. town) в США, в окрузі Спенсер штату Індіана. Населення — 243 особи (2020).

## Географія
Джентрівілл розташований за координатами 38°6′36″ пн. ш. 87°2′2″ зх. д. / 38.11000° пн. ш. 87.03389° зх. д. (38.110003, -87.033965).  За даними Бюро перепису населення США в 2010 році місто мало площу 1,02 км², з яких 1,02 км² — суходіл та 0,00 км² — водойми.

## Демографія
Згідно з переписом 2010 року, у місті мешкало 268 осіб у 110 домогосподарствах у складі 79 родин. Густота населення становила 262 особи/км².  Було 118 помешкань (115/км²).
Расовий склад населення:
| - 95,9 % — білих - 1,9 % — корінних американців - 1,1 % — чорних або афроамериканців |

До двох чи більше рас належало 0,4 %. Частка іспаномовних становила 1,1 % від усіх жителів.
За віковим діапазоном населення розподілялося таким чином: 19,0 % — особи молодші 18 років, 64,6 % — особи у віці 18—64 років, 16,4 % — особи у віці 65 років та старші. Медіана віку мешканця становила 44,4 року. На 100 осіб жіночої статі у місті припадало 91,4 чоловіків;  на 100 жінок у віці від 18 років та старших — 95,5 чоловіків також старших 18 років.
Середній дохід на одне домашнє господарство  становив 52 235 доларів США (медіана — 45 972), а середній дохід на одну сім'ю — 57 146 доларів (медіана — 50 000). Медіана доходів становила 29 667 доларів для чоловіків та 29 375 доларів для жінок. За межею бідності перебувало 18,1 % осіб, у тому числі 33,3 % дітей у віці до 18 років та 0,0 % осіб у віці 65 років та старших.
Цивільне працевлаштоване населення становило 181 осіб. Основні галузі зайнятості: виробництво — 35,4 %, мистецтво, розваги та відпочинок — 13,3 %, освіта, охорона здоров'я та соціальна допомога — 10,5 %, роздрібна торгівля — 8,8 %.